# Miklauzic Bence
Miklauzic Bence (Budapest, 1970. augusztus 14. –) magyar film- és televíziórendező, egyetemi adjunktus.

## Életpályája
1985-1989 között a Táncsics Mihály Gimnázium tanulója volt. 1990-1995 között elvégezte az Eötvös Loránd Tudományegyetem magyar-történelem szakát. 1995-1999 között a Színház- és Filmművészeti Főiskola hallgatója volt, film- és televíziórendező szakon. 2001-2010 között a Színház- és Filmművészeti Egyetemen tanársegéd (rendező szak), 2012-től egyetemi adjunktus, 2013-tól osztályvezető tanár. 2009-ben DLA fokozatot szerzett, témavezetője Grunwalsky Ferenc volt. Oktatott tárgyai: rendezés, TV rendezés, dramaturgia.
Testvére Miklauzic Márton operatőr.

## Rendezései

### Játékfilmek
- Parkoló (2014)
- A zöld sárkány gyermekei (2010)
- Ébrenjárók (2002)

### Tévéfilmek
- Nino bárkája (2019)
- Hőskeresők (2013)
- Éji séták és éji alakok  (2010)
- A harmadik fiú (2006)

### Dokumentumfilmek
- Szervét Tibor színművész (magyar dokumentumfilm, 2005)
- Magyar emlékek Krakkóban (magyar ismeretterjesztő film, 2003)
- Simó Sándor (magyar dokumentumfilm, 2002)
- Mese az elveszett bárókról  (magyar dokumentumfilm, 1996)
- ifj. Nagy Zoltán (magyar dokumentumfilm)
- "A szép hűtlenek"  (magyar dokumentumfilm)

### Sorozatok
- A renitens (magyar krimi vígjátéksorozat, 2024)
- A besúgó (magyar drámasorozat, 2022)
- Ki vagy te (magyar sorozat, 2022)
- Csak színház és más semmi (magyar tévéfilm sorozat, 2016)
- Barátok közt (magyar sorozat, 2012-2013)
- Hacktion Újratöltve  (magyar akciófilm-sorozat, 2012)
- Hajónapló (magyar filmsorozat, 2009)
- Magyar elsők (magyar ismeretterjesztő sorozat)

### Egyéb
- Hősöm tere (magyar filmesszé, 2006)
- Lámpaláz (magyar szórakoztató műsor, 2004)
- Fejezetek az Erények könyvéből (2004)
- A cenzor (magyar kisjátékfilm, 1999)
- Schwitter úr (magyar kísérleti film, 1997)
- Nórácska  (magyar kísérleti film, 1997)
- Dobszerda (magyar rövidfilm)